# Formulario Ortográfico de 1943
El Formulario Ortográfico de 1943, aprobado el 12 de agosto de 1943, es un conjunto de instrucciones establecido por la Academia Brasileña de Letras para la organización del Vocabulario Ortográfico de la Lengua Portuguesa del mismo año. Es el documento, con las alteraciones introducidas por la Ley 5.765 de 18 de diciembre de 1971, que reguló la grafía del portugués en Brasil hasta el 31 de diciembre de 2008 y cuyas normas continuaron siendo aceptadas hasta el 31 de diciembre de 2015.

## Historia
En la tentativa de poner orden en las diferencias ortográficas entre Portugal y Brasil, como resultado de la adopción en Portugal de la Reforma Ortográfica de 1911, se celebraron diversos encuentros entre las Academias de los dos países, de los cuales resultó un acuerdo preliminar, firmado en 1931. Sin embargo, como los vocabularios que se publicaron, en 1940 (por la Academia de las Ciencias de Lisboa) y en 1943 (por la Academia Brasileña de Letras), contenían aún ciertas divergencias, hubo necesidad de nuevas reuniones, en Lisboa, que dieron origen al Acuerdo Ortográfico de 1945. Este acuerdo se hizo ley en Portugal, pero en Brasil no fue ratificado por el Congreso Nacional, regulándose en Brasil con el antiguo Formulario Ortográfico de 1943.
La prevista entrada en vigor del Acuerdo Ortográfico de 1990 — el cual propone una significativa reducción de las diferencias de grafía entre el portugués brasileño y el portugués europeo — sustituirá el Formulario Ortográfico de 1943 a partir de 2016 en Brasil, así como el Acuerdo Ortográfico de 1945, que podrá tener una fecha en los demás países.

## Texto del Formulario Ortográfico de 1943
El texto del Formulario Ortográfico de 1943 está compuesto por dos partes:
- Introducción: compuesta por 12 artículos, explicitou los principios de fijación para la grafía del portugués brasileño.
- Bases del Formulario: compuesta por 17 bases, presentó los principios que rigieron la ortografía de la lengua portuguesa en Brasil desde 1943, con las alteraciones realizadas por la Ley 5.765, de 18 de diciembre de 1971.

### Bases del Acuerdo
- Base I - Alfabeto: determina la composición del alfabeto portugués con 23 letras, permitiendo el empleo de las letras K, W y Y sólo en casos especiales.
- Base II - K, W, Y: presenta los cambios gráficos de términos que hasta entonces empleaban esas letras - k por qu (antes de y y i) o por c (antes de a, lo y u). El w, sustituido por v o u, en consonancia con su valor fonético. El y sustituido siempre por i. Las únicas excepciones fueron las letras que componen abreviaturas internacionales o forman parte de antropônimos extranjeros.
- Base III - H: esta letra pasó a ser conservada solo en el principio de las palabras cuya etimología lo justificara, en los dígrafos ch, lh y nh, en interjecciones y en los compuestos con guion. Fue abolido en compuestos sin guion.
- Base IV - Consonantes mudas: extinción completa de cualesquiera consonantes que no se pronuncien, excepto en las palabras que tuvieran variantes con letras pronunciadas o no.
- Base V - SC: eliminación del grupo sc en el inicio de las palabras y mantenimiento sólo cuando los vocablos ya estuvieran formados.
- Base VI - Letras dobles: permanencia de los grupos rr y ss con sonido único y del grupo cc (o cç) con sonidos distinguidos.
- Base VII - Vocales nasales: fijación de la grafía de esas vocales.
- Base VIII - Diptongos: reglas para la grafía de diptongos oráis y nasais.
- Base IX - Hiatos: uso de oe y ue en los verbos terminados en oar y uar en la 1ª, 2ª y 3ª del singular del subjuntivo.
- Base X - Parónimos y vocablos de grafía doble: fijación de grafías de y/i, el/u, c/q, ch/x, g/j, s/ss/c/ç, s/x, s/z y con los varios valores fonéticos de la x.
- Base XI - Nombres propios: reglas del Formulario para aportuguesamentos y nombres propios. Ressalva al derecho de mantener la grafía original de los nombres propios de empresas. Excepción hecha a los topónimos de tradición histórica, tales como "Bahía".
- Base XII - Acentuação gráfica: reglas para grafar los acentos en las oxítonas, paroxítonas y proparoxítonas.
- Base XIII - Apóstrofo: sólo para supressão de letras en versos, reproducción de pronunciación popular, supresión de vocales en palabras compuestas con consagración por el uso, como en d'oeste", d'ajo", "d'arco", etc.
- Base XIV - Guion: uso de guion en verbos y palabras compuestas con prefijos y sufijos, además de verbos.
- Base XV - División silábica: determinó que la criba silábica debiera ser hecha por deletreo en lugar de por la etimología.
- Base XVI - Empleo de las iniciales mayúsculas: presentó las reglas para el uso de mayúsculas, excluyéndolo para meses del año, puntos cardinales, nombres de pueblos y nacionalidades.
- Base XVII - Signos de puntuación: uso de las aspas (aspas americanas), del paréntesis, del travessão y del punto final.

## La ortografía antes de 1943 en Brasil, y 1911 en Portugal.
Ver también el anexo: Pequeño diccionario comparativo entre las ortografías

### Reglas gramaticales
Algunas reglas en relación con la morfología del portugués, en Brasil, anterior a 1943, en Portugal anterior a 1911, muchas semejantes a las mismas del inglés y francés (aún en curso).

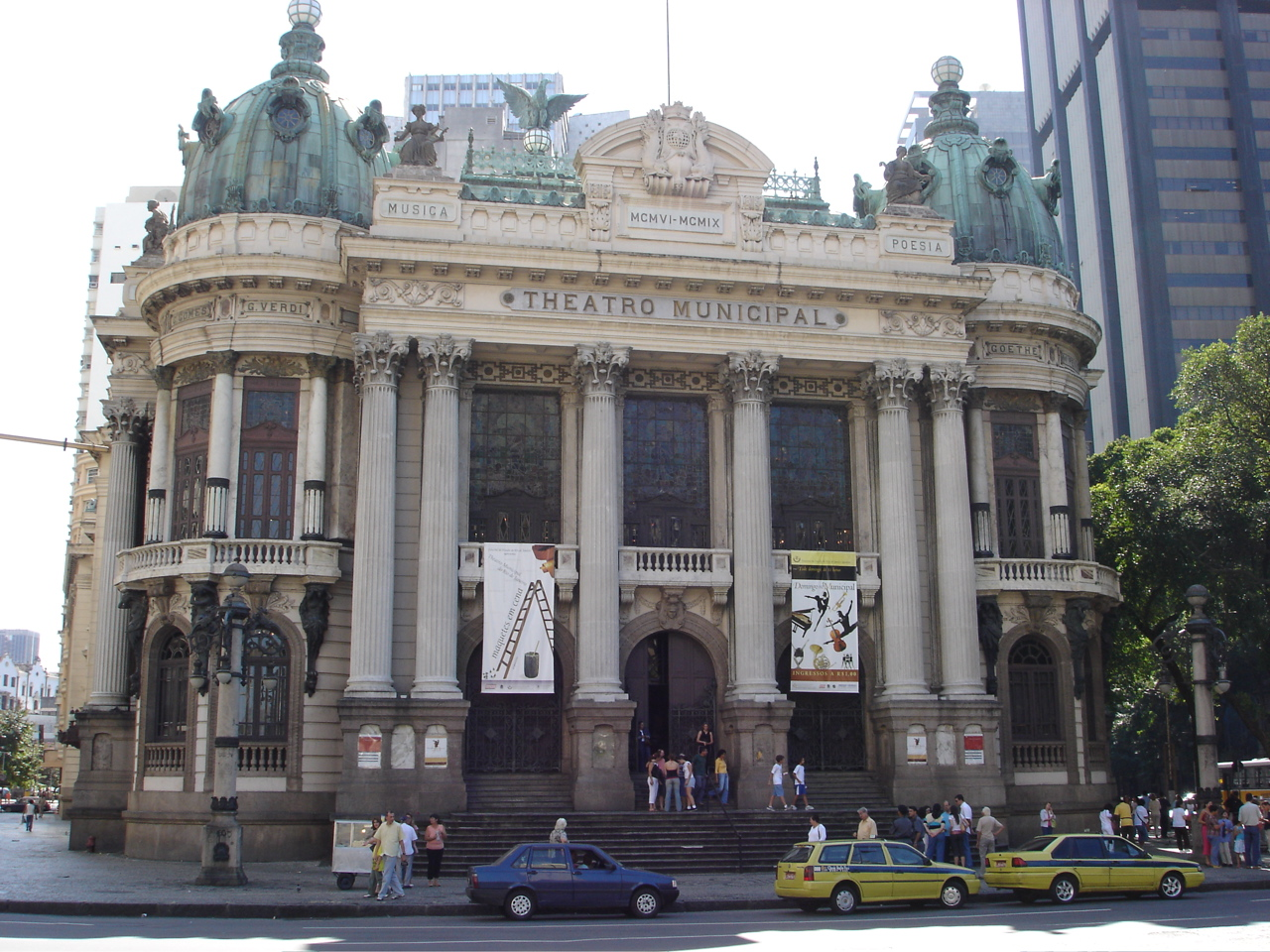
Inscripción remanente de la extinta ortografía en el Teatro Municipal del Río: THEATRO MUNICIPAL

Uso de los siguientes encuentros consonantais:
- Consonante doblada = generalmente indicaba la sílaba tónica, como en difficil (difícil) y millagre (milagro);
- CH (sonido de K) = era usado en palabras de origen griego, donde se emplea la letra Χ (chi), como en christão (χριστιανός) y architectura (Αρχιτεκτονική);
- MM = obedecía la grafía original en latín, como en commercio (commercium), donde la primera M representaba el sonido nasal antes de la M silábico, muchas veces indicaba la sílaba tónica también;
- MN = caso semejante al anterior, diferente sólo en relación con el son de M nasal precedido de N, como en alumno (alumno) y columna (columna);
- PH  = era usado en palabras de origen griego, donde se emplea la letra Φ (fi), como en pharmacia (φάρμακον) y philosophia (φιλοσοφία);
- TH  = era usado en palabras de origen griego, donde se emplea la letra Θ (theta), como en theatro (θέατρον) y thorax (θώραξ);
- XH  = era comúnmente usado cuando la letra X tiene sonido de Z, como en exhibição (exhibición);

En obediencia a las reglas descritas arriba, los prefijos y sufijos de origen griego eran escritos de la siguiente forma:
- Grapho (escribir, grabar) = se colocaba el PH en el lugar de la actual F, como en caligraphia y telegraphista;
- Hydro (agua) = se usaba Y, como en hydrographia;
- Hyper (muy) = usaba Y, como en hyperbole y hypertrophia;
- Poly (incontables, varios) = se usaba Y, como en polytechnica y polygono;
- Phono (sonido, voz) = se usaba PH, como en telephone y phonographo;
- Photo (luz) = se usaba PH, como en photographia;
- Theca (colección) = se usaba T seguida de H, como en bibliotheca (en griego: βιβλιοθήκη) y pinacotheca (πινακοθήκη).

Terminaciones específicas:
- EZ = fue sustituido por el actual ÊS, como en mez (mes) y portuguez (portugués);
- Los = fue sustituido por US, como en Deos (Dios) y Ilhéos (Ilhéus);
- Plural de "AL" = palabras como animal y vegetal, que actualmente tienen por plural animais y vegetais, se usaba animaes y vegetaes, con ES en vez de IS;

La H entre vocales:
- Antecedía vocales tónicas y en hiato, como en Jahú (Jaú) y sahida (salida).

La enclisis
- Tal vez, el más extraño para las generaciones más recientes, sea el caso de la ênclise. Por ejemplo, en ''amá-la'' ('amarla'), la L quedaba separada del pronombre y se juntaba a la palabra: amal-a.

### Orígenes
Esa ortografía anterior a 1911, en Portugal, y a 1943, en Brasil, apareció a mediados del siglo XVII y fue elaborada por lingüistas portugueses. Una de las causas primordiales de la utilización de ese sistema ortográfico, además de la modernización del idioma, fue la tentativa de la lengua portuguesa distanciarse más del español. De 1580 hasta 1640, Portugal dividió con España una unión dinástica, periodo denominado Unión Ibérica. Y una teoría muy frecuente en España de la época, era que el portugués consistía en un dialecto del español.  Obviamente, esa teoría española fue creada con el objetivo de funcionar como una especie de "instrumento", para una mayor dominación sobre los portugueses. Esa teoría se perpetúa en relación con el gallego, que está considerado como uno de los dialectos del sistema lingüístico galaico-portugués, al lado del portugués ibérico y del portugués brasileño.